# Vilne, Korop
Vilne (în ucraineană Вільне) este localitatea de reședință a comunei Vilne din raionul Korop, regiunea Cernihiv, Ucraina.

## Demografie
Componența lingvistică a localității Vilne
     Ucraineană (93,95%)
     Rusă (5,79%)
     Alte limbi (0,26%)
Conform recensământului din 2001, majoritatea populației localității Vilne era vorbitoare de ucraineană (93,95%), existând în minoritate și vorbitori de rusă (5,79%).